# مجله خبری

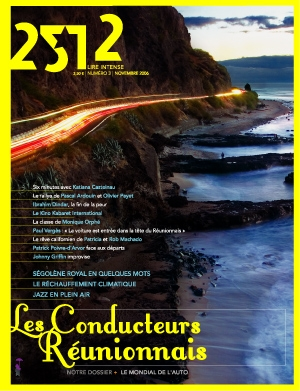
۲۵۱۲ یک مجله خبری ماهانه که در رئونیون منتشر می‌شود.

به یک مجله تایپی یا چاپی بر روی کاغذ یا برنامه تلویزیونی یا رادیویی گفته می‌شود که بیشتر به صورت هفتگی منتشر شده و حوادث و اخبار روز در آن ذکر می‌شود. در مجله خبری بیشتر از دیگر روزنامه‌ها یا برنامه‌های تلویزیونی به متن و جزئیات اخبار دقت می‌شود تا بتوان برای مخاطب اهمیت موضوع را بیش از تنها متن یک خبر شکافت.

## پخش مجلات خبری
مجلات خبری رادیو شبیه مجلات خبری تلویزیون هستند. برخلاف برنامه‌های خبری رادیویی که معمولاً کوتاه و پنج دقیقه‌ای است، مجلات خبری رادیویی می‌توانند از ۳۰دقیقه تا سه ساعت یا بیشتر پخش شوند.
مجلات خبری تلویزیونی خدمات مشابهی را به مجلات خبری چاپی ارائه می‌دهند، اما داستان‌های آنها به جای مقالات مکتوب به عنوان مستند تلویزیونی کوتاه ارائه می‌شود. این برنامه‌ها به‌عنوان جایگزینی برای پوشش عمیق‌تر موضوعات خاص نسبت به پخش اخبار معمولی عمل می‌کنند. این فرمول که برای اولین بار توسط پانوراما در بی‌بی‌سی در سال ۱۹۵۳ ایجاد شد، در سراسر جهان موفق بوده‌است. مجلات خبری تلویزیونی چندین داستان را ارائه می‌دهند که در برنامه‌های خبری معمولی دیده نمی‌شوند، از جمله نمایه‌های افراد مشهور، پوشش کسب و کارهای بزرگ، تکنیک‌های دوربین مخفی، پوشش بین‌المللی بهتر، افشای و اصلاح بی‌عدالتی‌ها، پوشش عمیق یک خبر تیتر و مصاحبه‌های با موضوع داغ.
در ایالات متحده، مجلات خبری تلویزیونی در دهه ۱۹۹۰ بسیار محبوب بودند، زیرا آنها راهی ارزان و آسان برای استفاده بهتر از سرمایه‌گذاری در بخش‌های خبری شبکه تلویزیونی ملی بودند. مجلات خبری تلویزیونی یک بار در هفته پنج شبه‌ها از اکثر شبکه‌های تلویزیونی پخش می‌شد. با این حال، با موفقیت نمایش‌های واقعی، مجلات خبری تا حد زیادی جایگزین شده‌اند. نمایش‌های واقعی جایگزین مجلات خبری می‌شوند، که این هزینه تولید و دستیابی به مخاطبان جوان‌تر و وفادارتر را کمی کمتر می‌کند؛ بنابراین، مخاطبانی که زمانی جذب برنامه‌های مجلات خبری می‌شدند تا حد زیادی به تلویزیون کابلی سوق پیدا کردند، جایی که موضوعات مجلات خبری رایج مانند طبیعت، علم، افراد مشهور و سیاست همگی کانال‌های تخصصی خود را دارند.
اکثر ایستگاه‌های تلویزیونی پخش تجاری اخبار محلی دارند که به پوشش خبری رویدادها در یک بافت محلی اشاره دارد که معمولاً برای مکان‌های دیگر جالب نیست، یا در غیر این صورت دارای دامنه ملی یا بین‌المللی است.